# Sindh

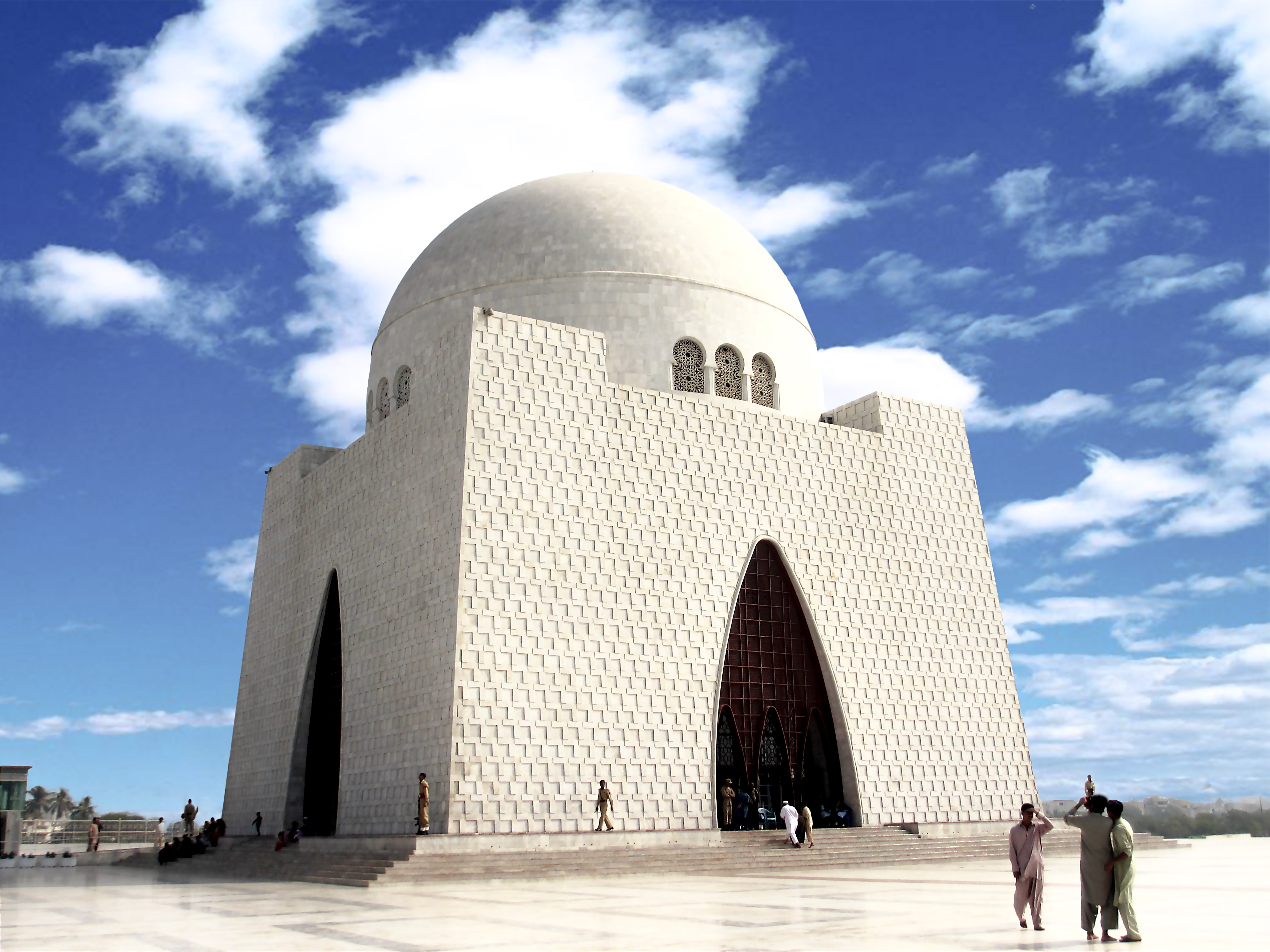
Jinnah Mausoleum i Karachi är byggt för Pakistans grundare Muhammad Ali Jinnah.

Sindh (eller Sind) är en av Pakistans fyra provinser. Provinsens språk är Sindhi, landha, urdu och rajasthani. Läskunnigheten är 45,3 procent. Urbaniseringsgraden är 48,36 procent och 40,6 procent av provinsen utgörs av åkermark
Genom provinsen flyter den stora och historiskt viktiga floden Indus, vilket innebär att delar av denna flods bördiga dalgång ligger i Sindh. Öster om Indus dalgång ligger öknen Thar, vars största del dock ligger på den indiska sidan om gränsen.

## Geografi
Sindh är uppdelat i 21 eller 23 distrikt, enligt listan nedan. Bland de viktigare distrikten i Sindh märks Karachi, Hyderabad, Sukkur, Mirpurkhas, Nawab Shah, Larkana, Shikarpur, Khairpur och Badin. Efter självständigheten från Storbritannien 1947 flyttade många muslimer från olika områden i hela Indien till Sindh, som därigenom fick något av en mångkulturell prägel.
- Karachi
- Jamshoro
- Thatta
- Badin
- Tharparkar
- Umerkot
- Mirpur Khas
- Tando Allahyar
- Naushahro Feroze
- Tando Muhammad Khan
- Hyderabad
- Sanghar
- Khairpur
- Benazirabad
- Dadu
- Qambar Shahdadkot
- Larkana
- Matiari
- Ghotki
- Shikarpur
- Jacobabad
- Sukkur
- Kashmore

## Näringsliv
Halva befolkningen lever på landsbygden. De viktigaste grödorna är idag bomull, ris, vete och sockerrör. Riset är den viktigaste jordbruksprodukten, men bomullen är en viktig råvara för industrin i provinsen.

## Historia
Historiskt sett har Sindh alltid varit en mycket rik region. Den första kända bebyggelsen går tillbaka till 7000 f.Kr. Några av de äldsta kända skrifterna kom från Sindh och är uppskattningsvis från 3500 f.Kr. Den första urbana civilizationen i södra Asien, Indusdalscivilisationen, utvecklades omkring 3000 f.Kr. och Mohenjo-Daro var en av de stora centralorterna. Induscivilisationen var mycket urbaniserad, med planerade städer, ett kloaksystem, ett binärt viktsystem och ett skattesystem.
År 1700 f.Kr. kom arier till denna del av världen och det var känt att öster om Sindh fanns en "Deserta incognita" eller okänd öken. Namnet Sindh är självt härlett från Sanskrits ord för flod, sindhu. Hindu, Indus och Indien har alla sitt ursprung i samma föregångare.
Sindh erövrades av Perserriket på 500-talet f.Kr. och blev den persiska satrapen (provinsen) Hindush. Alexander den store invaderade området 325 f.Kr. och erövrade Punjab fram till floden Beas, där hans soldater vägrade att gå längre österut. Alexanders arméer flyttade sig då söderut till Sind och därifrån återvände man västerut. Efter Alexanders död övergick de östra provinserna i hans imperium i seleucidernas händer och provinserna vid Indus integrerades i det mauryanska riket. Den mauryanska provinshuvudstaden var Taxila nära Islamabad.
År 275 f.Kr. blev den mauryanske kungen Ashoka buddhist. Sindh övergick också till buddhismen. År 60 e.Kr. kom kushanerna och landet fick ett blomstrande och rikt jordbruk. Senare, på 500-talet, kom hefthaliterna eller "de vita hunnerna" och delade upp landet i flera delar. 600-talet medförde slutet på en period av sporadiskt buddhiststyre i Sindh.
År 711 erövrade de första arabiska muslimska arméerna, ledda av Muhammad bin Qasim, Sindh från dess hinduiska ledare. Sindh blev en provins i Umayyadkalifatet. Multan, i södra Punjab, blev centrum för den ismailiska delen av islam, vilken fortfarande har många anhängare i Sindh. Regionen styrdes av Ghaznavidkungadömet från 900- till 1100-talet, av Delhisultanatet från 1200- till 1500-talet och av mughalerna från 1500- till 1700-talet. När mughalriket började lösas upp under 1700-talet hamnade Sindh under afghanskt styre.
1842-1843 erövrade brittiska styrkor under general Charles Napier Sindh. Det sägs att han till generalguvernören då skickade ett meddelande, med endast ett ord, "Peccavi" – latin för "Jag har syndat". På engelska heter detta "I have sinned", vilket uttalas likadant som "I have Sindh" (alltså "Jag har Sindh"). Faktum är dock att denna ordlek första gången dök upp i en skämtbild i skämttidningen Punch. Den förste Aga Khan hjälpte britterna i erövringen av Sindh och fick därför en pension. Sindh blev en del av det Brittiska Indiens Bombayprotektorat och blev en separat provins 1935.
När Sindh blev en provins i Pakistan vid landets självständighet 1947 emigrerade merparten av de hinduiska sindhierna från det muslimska Pakistan till Indien.